# Lawa Tabiki Airstrip
Lawa Tabiki Airstrip is een vliegveld bij Tabiki, Benzdorp, in het district Sipaliwini in Suriname. Het is vooral de bestemming voor reizigers die in de goudwinning werken. Hetzelfde geldt voor de Lawa Antino Airstrip, een aantal kilometers verderop. Er zijn rond de zes maatschappijen die het vliegveld aandoen. Er zijn lijnvluchten naar Zorg en Hoop Airport in Paramaribo. 
De ondergrond van de landingsstrook is van gras. De baan heeft een lengte van circa 540 meter en ligt voor Benzdorp op een eiland in de Lawarivier.